# Busolwe
Busolwe – miasto w Ugandzie, w dystrykcie Butaleja.